# Pierre Flotte
Pierre Flote († 11. července 1302) byl francouzský legista, strážce velké pečeti, kancléř a rádce francouzského krále Filipa Sličného.
Do funkce kancléře se dostal pravděpodobně roku 1295 a až do své smrti výrazně řídil královské politické vztahy s papežem Bonifácem VIII., rodem Colonnů, Anglií a Flandrami. Padl společně s Robertem z Artois a asi 1000 francouzskými rytíři v bitvě u Courtrai.